# مجلس اللاجئين الفنلندي
مجلس اللاجئين الفنلندي هو منظمة إنسانية غير حكومية تعمل على حماية حقوق الأشخاص المتضررين من النزوح.

## تاريخه
تأسس المجلس الفنلندي للاجئين في عام 1965 كمنظمة صغيرة تعمل على جمع الأموال لوكالة الأمم المتحدة للاجئين. لقد تطور المجلس بمرور الوقت، فأصبح منظمة غير حكومية وشرع في مجموعة من المشاريع.

## الأنشطة الأساسية
يتضمن المجلس أربعة محاور تهدف إلى حقوق اللاجئين وتعزيز القدرة على الصمود والمشاركة الاجتماعية المتساوية والتكيف للمجتمع بأكمله. لتعزيز جهود المنظمة في الدعوة إلى تحسين التكامل والمساواة في فنلندا، أعلنت عن "لاجئة العام" منذ عام 1998، و"لاجئ العام" منذ عام 2016.